# Donacoscaptes diaperalis
Donacoscaptes diaperalis là một loài bướm đêm trong họ Crambidae.